# 汤姆·默里 (1969年)
汤姆·默里（英語：Tom Murray，1969年1月20日—），美国男子赛艇运动员。他曾代表美国参加1995年和1999年泛美运动会赛艇比赛，获得二枚金牌和一枚银牌。他也曾参加1996年夏季奥运会。